# No Way Out (The Walking Dead)
"No Way Out" é o nono episódio e mid-season premiere da sexta temporada da série de televisão de terror pós-apocalíptico The Walking Dead. O episódio foi exibido originalmente na AMC em 14 de fevereiro de 2016.
A produção se inicia a partir do momento final do episódio anterior, onde Rick Grimes, seu filho Carl Grimes, Michonne e a família Anderson caminham através do rebanho, enquanto a médica Denise Cloyd é mantida refém pelo líder dos Wolves. Enquanto isso, Daryl Dixon, Sasha Williams e Abraham Ford são forçados a entregar suas armas a uma força ameaçadora de homens motociclistas, liderado pelo invisível e enigmático Negan. Também aborda a trama subsequente de Carol Peletier e Morgan Jones, movidos por visões de mundo amplamente distintas que se chocaram nos últimos tempos. A maior parte do episódio lida com a invasão de Alexandria pelos zumbis. O episódio se adapta ao material do volume 14: No Way Out, a partir da série de quadrinhos de mesmo nome. A lesão de Carl Grimes e as mortes dos Andersons são os principais momentos da história em quadrinhos adaptada para a tela.
Este episódio marca a última aparição da atriz Alexandra Breckenridge, que interpreta Jessie Anderson. Na história, tanto Jessie quanto seus filhos, Ron e Sam, morrem durante a invasão dos zumbis. A morte dela foi um dos muitos momentos estabelecidos nas histórias em quadrinhos que foram adaptados fielmente para este episódio. Outro personagem, o líder dos Wolves, também é morto neste episódio, marcando sua última aparição. Paralelamente, também é abordado a mudança de pensamento de Padre Gabriel e a união entre os Alexandrinos para pôr fim aos zumbis invasores.
Enquanto o episódio serve como a estreia no meio da sexta temporada, foi o oitavo episódio filmado na posição geral, sucedido pelo episódio Here's Not Here em ordem de produção e filmagens. No Way Out foi assistido por 13,742 milhões de espectadores.

## Sinopse
Parados na estrada por um grupo dos Salvadores, Abraham Ford (Michael Cudlitz), Sasha Williams (Sonequa Martin-Green) e Daryl Dixon (Norman Reedus) são forçados a entregar suas armas. O líder do grupo ordena que um dos capangas vá com Daryl até a parte de trás do caminhão de combustível para iniciar uma busca minuciosa, enquanto continua suas tentativas de intimidar Abraham e Sasha a revelar a localização de Alexandria. Ele sugere que vai matar um deles, quando Daryl, que silenciosamente matou o capanga, explode o grupo inteiro com o RPG de Abraham.
Rick Grimes (Andrew Lincoln) (carregando Judith), Carl Grimes (Chandler Riggs), Padre Gabriel (Seth Gilliam), Michonne (Danai Gurira), Jessie (Alexandra Breckenridge), Ron (Austin Abrams) e Sam (Major Dodson) escapam da casa dos Anderson em ponchos improvisados para camuflar-se dos zumbis, de mãos dadas para ficarem juntos. Rick decide levar o grupo para a pedreira para recuperar veículos e repetir o seu plano anterior de atrair os zumbis para longe de Alexandria, enquanto Gabriel leva Judith com segurança para sua igreja. Jessie tenta fazer com que Sam vá com Gabriel, mas ele se recusa. Enquanto eles fazem o seu caminho em direção ao portão, Sam percebe uma criança zumbi e começa a entrar em pânico. Seus gritos emocionais fazem com que os zumbis percebam sua presença e o ataquem, devorando-o vivo. Em estado de choque, Jessie se recusa a largar a mão de Sam, e também é atacada. Carl se vê incapaz de se libertar das mãos de Jessie, uma vez que ela continua a segurá-lo com bastante força. Rick, tristonho ao ver Jessie sendo devorada pelos zumbis, se move rapidamente e corta a mão de Jessie com um machado, liberando Carl. Com toda a sua família morta diante de si, Ron pega a pistola de Carl e a aponta para Rick, na intenção de matá-lo, mas Michonne rapidamente o mata com sua katana. No entanto, antes de sucumbir, Ron atira aleatoriamente e atinge o olho de Carl, que entra em colapso. Rick e Michonne correm para a enfermaria.
Enquanto isso, o líder dos Wolves (Benedict Samuel) se esconde com a médica Denise Cloyd (Merritt Wever) por Alexandria, aguardando uma oportunidade de escapar do lugar. Ele tenta doutrinar Denise com o código dos lobos e incentiva-a a ser forte o suficiente para enfrentar os zumbis. Numa das casas, Carol Peletier (Melissa McBride) e Morgan Jones (Lennie James) recobram a consciência e voltam a discutir seus pontos de vista divergentes, enquanto Tara Chambler (Alanna Masterson) deseja sair à procura de Denise. Rosita Espinosa (Christian Serratos) convence Tara a permanecer na casa, argumentando que o lobo cuidará de Denise, uma vez que ele precisa de seus conhecimentos médicos para se tratar. Na janela superior, Carol observa os zumbis se movimentando por Alexandria, quando é abordada por Morgan. Ele afirma saber que Carol tinha uma filha e um marido (Sophia e Ed), e ela retruca afirmando que deveria tê-lo matado. Do lado de fora, o líder dos Wolves continua sua fuga com Denise, mas ele acaba sendo mordido por um zumbi ao evitar que a médica seja atacada. O wolve se questiona sobre sua ação em salvar Denise, e ela afirma que isso é um sinal claro de que ele está mudando e se tornando mais parecido com os alexandrinos. Denise faz um acordo para salvar sua vida, se ele levá-la para a enfermaria, mas enquanto o lobo está protegendo Denise de outro zumbi ele é impiedosamente morto a tiros por Carol. O lobo posteriormente reanima como um zumbi e é morto por Morgan, que se desculpa quando vai matá-lo.
Denise chega à enfermaria onde ela começa a operar Carl. Percebendo que não sobrou nada para ele fazer na enfermaria, Rick vai para fora e começa uma ofensiva luta contra os zumbis. Michonne, Heath, Aaron e Spencer se juntam a Rick, lutando contra os zumbis. Suas ações motivam muitos alexandrinos a juntarem-se à batalha, com Eugene reconhecendo que este seria um momento da história em que todos se lembrariam. Na igreja, Gabriel prega que Deus salvou-os, tornando-os corajosos o suficiente para lutar. Glenn cria uma distração para Enid pode chegar a Maggie na torre de vigia instável, mas é cercado por zumbis e salvo pela chegada oportuna de Daryl, Abraham e Sasha. Daryl derrama o combustível do caminhão e atiça fogo, atraindo vários zumbis para as chamas.
Na manhã seguinte, os sobreviventes descansam na porta da enfermaria. Rick conversa com Carl, que está inconsciente, esperançoso para o futuro, e afirmando que os alexandrinos já provaram que têm o que é preciso para viver, e agora acredita que os planos de Deanna podem ser alcançados. Os dedos de Carl fecham em torno das mãos de Rick em resposta aparente.

## Recepção
O episódio recebeu elogios da crítica e desde então tem sido citado como sendo um dos melhores episódios da série. Ele mantém uma avaliação positiva de 97% com uma pontuação média de 8,2 dos 10 pontos sobre a revisão do site Rotten Tomatoes.